# Mumblecore
Mumblecore es un subgénero de cine independiente caracterizado por actuaciones y diálogos naturalistas (a veces improvisados), bajos presupuestos, énfasis en los diálogos más que en la trama y foco en las relaciones personales. Los personajes protagonistas suelen tener entre 20 y 30 años de edad. Algunos cineastas asociados con el género son Andrew Bujalski, Lynn Shelton, Mark Duplass, Jay Duplass, Greta Gerwig, Aaron Katz, Joe Swanberg y Ry Russo-Young. En muchos casos, estos cineastas rechazan el uso del término.
El género fue un fenómeno mayoritariamente estadounidense, pero también se produjeron películas Mumblecore en la India y en Alemania.
El término Mumblegore se utilizó para definir películas que mezclan el Mumblecore con diversas características del género horror.

## Características más relevantes
El naturalismo, tanto en las interpretaciones como en los diálogos, es una característica clave en casi todas las películas Mumblecore Las primeras películas Mumblecore usualmente contrataban a actores no profesionales, mientras que las películas más recientes cuentan con un reparto más profesionalizado, incluyendo estrellas importantes como Anna Kendrick (Compañeros de copas) y Orlando Bloom. Algunas películas mumblecore presentan un claro recurso a la improvisación y el reparto comparte créditos de guion, u otros roles en algunos casos.

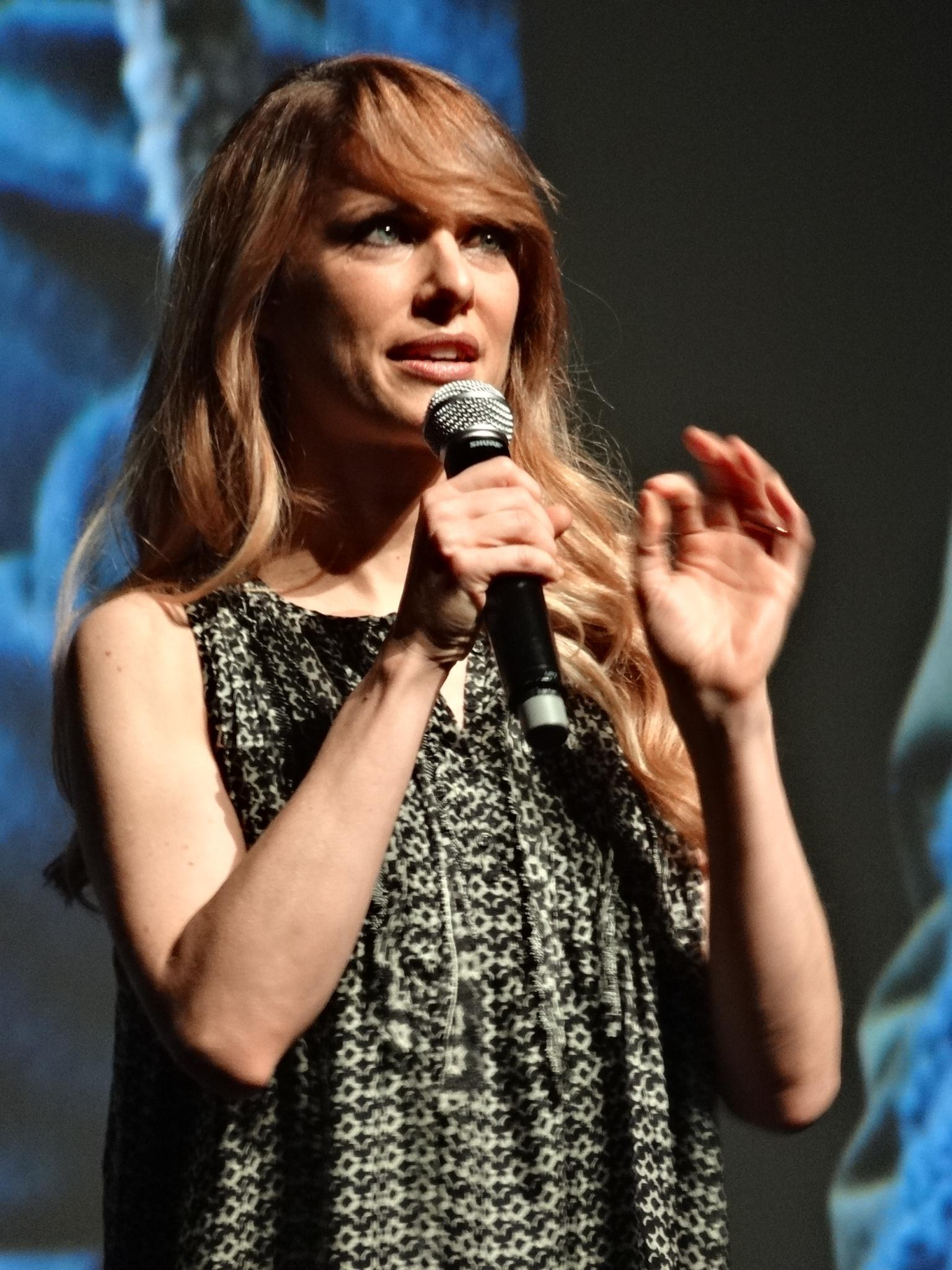
Directora Lynn Shelton en 2012

La trama Mumblecore se basa, más que en una historia, en el retrato de un personaje ordinario. El principal interés reside en mostrar interacciones auténticas, historias y personajes reales. Los directores incluso utilizan o se basan en sus propias experiencias para lograrlo. Los personajes son en muchos casos tímidos, inseguros, y esas inseguridades aparecen reflejadas en las conversaciones: hablan de cuestiones mundanas evocando tensión y tristeza, nunca parecen seguros de lo que van a decir, hacen comentarios para sí mismos, dudan y murmuran. Basado en este “murmullo” (mumble en inglés) se acuñó el término “Mumblecore”.
En cuanto a sus características visuales nos encontramos con una apuesta de cámara en mano, con estética documental, la acción fuera de foco, constantes zooms, y con una intencionalidad de hacer a la cámara visible e invisible a la vez, queriendo hacer sentir al espectador como parte del ambiente creado.

Las películas Mumblecore generalmente disponen de un presupuesto reducido, que va de varios millares a varios millones de dólares así como valores de producción baja. La filmación se realiza en sitios reales en lugar de estudios de filmación, la acción transcurre en lugares ordinarios, tales como habitaciones, baños, comedores, principalmente en espacios personales. Muchas de estas películas se filman digitalmente, aunque las películas de Bujalski fueron filmadas en film. Las bandas sonoras tienden a ser limitadas, o inexistentes.

## Influencias en el mumblecore
Algunas películas que han sido mencionadas como influencias, o que poseen convenciones del mumblecore, son Girlfriends (1978), Manhattan (1979), Stranger Than Paradise (1984), Slacker (1991), Sex, Lies, and Videotape (1989), Clerks (1994), Go Fish (1994), títulos de Michelangelo Antonioni, Éric Rohmer y Andréi Tarkovski, las películas de Gus Van Sant y John Cassavetes, la serie de BBC The Office y Antes del amanecer (1995).
Otro influencia a menudo citada en el Mumblecore es la utilización de equipos de filmaciones más baratos de los comienzos de la década de los 2000s, como la videocámara Panasonic AG-DVX100, y softwares como Final Cut Pro.

## Historia
Andrew Bujalski ha sido descrito como el "Padrino del Mumblecore". Su película del 2002, Funny Ha Ha, es generalmente considerada la primera película mumblecore.
En 2005 el South by Southwest Film Festival exhibió varias películas consideradas parte del movimiento mumblecore, incluyendo la segunda película de Bujalski, Mutual Appreciation; The Puffy Chair, de Mark Duplass & Jay Duplass; y Kissing on the Mouth, de Joe Swanberg. Aquel festival fue también el origen del término"mumblecore": Eric Masunaga, un editor de sonido que ha trabajado con Bujalski, acuñó el término una noche en la barra de un bar durante el festival cuando le preguntaron cómo describiría las semejanzas entre aquellas tres películas. El término fue utilizado públicamente por primera vez por Bujalski en una entrevista con indieWIRE. Aun así, Bujalski ha negado la existencia de un movimiento "organizado" y declaró que no hace intencionalmente películas "mumblecore".

## Legado
Algunos críticos han declarado que el cine mumblecore acabó alrededor del 2010, cuando el plantel original de directores empezó hacer películas con presupuestos más grandes, argumentos más diversificados y una aproximación más convencional al hecho cinematográfico. Por esta razón, las películas que se hicieron desde 2010 y que tienen un énfasis en parcela y diálogo naturalistas a veces son  referidas al término "post-mumblecore". Cineastas como Kentucker Audley, Amy Seimetz, Sean Price Williams, Alex Karpovsky, Alex Ross Perry y Kate Lyn Sheil, fueron considerados "post mumblecore".

## Filmografía

### Listado parcial de películas y series televisivas mumblecore
- Funny Ha Ha (2002)[2]
- The Utopian Society (2003)[2]
- Kissing on the Mouth (2005)[2]
- The Puffy Chair (2005)[2]
- Mutual Appreciation (2005)[2]
- Dance Party USA (2006)[2]
- LOL (2006)[1]
- Young American Bodies (2006–2009)[20]
- Hannah Takes the Stairs (2007)[2]
- Quiet City (2007)[2]
- Hohokam (2007)[2]
- Orphans (2007)[3]
- Team Picture (2007)[21]
- Pop Skull (2007)
- Baghead (2008)[22]
- In Search of a Midnight Kiss (2008)[23]
- The Pleasure of Being Robbed (2008)[24]
- Nights and Weekends (2008)[25]
- My Effortless Brilliance (2008)
- Yeast (2008)[26]
- Momma's Man (2008)[27]
- Luke and Brie Are on a First Date (2008)[28]
- Alexander the Last (2009)[11]
- Medicine for Melancholy (2009)[29]
- Humpday (2009)[30]
- Beeswax (2009)[31]
- Daddy Longlegs (2009)[32]
- Sorry, Thanks (2009)[33]
- The Exploding Girl (2009)[34]
- Breaking Upwards (2009)[35]
- Cyrus (2010)
- Gabi on the Roof in July (2010)
- Guy and Madeline on a Park Bench (2010)
- New Low (2010)
- Tiny Furniture (2010)[36]
- You Wont Miss Me (2010)[37]
- Overlook (2010)[38]
- Universo Servilleta (2010)
- Cold Weather (2011)[39]
- Art History (2011)
- Autoerotic (2011)
- Uncle Kent (2011)[40]
- Entrance (2011)[41]
- Silver Bullets (2011)
- Caitlin Plays Herself (2011)
- Your Sister's Sister (2011)
- Bellflower (2011)
- The Zone (2011)
- Memory Lane (2012)[42]
- The Do-Deca-Pentathlon (2012)
- The Color Wheel (2012)[43]
- Frances Ha (2012)
- Nobody Walks (2012)[44]
- Sun Don't Shine (2012)[45]
- I Want Your Love (2012)[46]
- Ivy League Exorcist: The Bobby Jindal Story (2012)[47]
- Jeff, Who Lives at Home (2012)
- Save the Date (2012)
- Celeste & Jesse Forever (2012)
- Drinking Buddies (2013)[48]
- All the Light in the Sky (2013)
- Touchy Feely (2013)
- I Love You, Apple, I Love You, Orange (2013)[49]
- About Alex (2014)
- Adult Beginners (2014)
- Happy Christmas (2014)[50]
- Sulemani Keeda (2014)[51]
- The Overnight (2015)
- Midnight Delight (2016)
- Blue Jay (2016)
- Joshy (2016)
- Teenage Cocktail (2016)
- Easy (2016–2019)[52]
- Waiting for Violette (2017)[53]
- Room 104 (2017-)
- Support the Girls (2018)
- Importance (of Us) (2018)[54]
- Only one day in Berlin (2018)[55]
- Violeta no coge el ascensor (2019)